# Droga wojewódzka nr 142
Droga wojewódzka nr 142 (DW142, potocznie nazywana „berlinką” lub „chociwelką”) – droga wojewódzka klasy GP w województwie zachodniopomorskim o długości 41 km, łącząca drogę ekspresową S3 z drogą krajową nr 20. W całości przebiega przez powiat stargardzki, a jej administratorem jest Dyrektor Zarządu Dróg Wojewódzkich w Koszalinie (Rejon w Stargardzie).

## Historia
Zaprojektowano ją, jako dwujezdniową autostradę, po dwa pasy ruchu na każdej jezdni – stanowi bowiem najbardziej na wschód wysunięty i do tej pory użytkowany fragment zachodniego odcinka „Berlinki”. Jej budowę rozpoczęto w połowie lat 30. XX wieku. Według pierwotnego zamysłu – jak każda autostrada w III Rzeszy – miała służyć szybkiemu przemieszczaniu się wojsk podczas działań militarnych. Po jakimś czasie dowództwo Wehrmachtu doszło jednak do wniosku, że to zły pomysł, bowiem białe pasy betonu na jezdniach tego typu dróg doskonale wyznaczałyby aliantom cele do zrzutu bomb. Dlatego po 1938 prace budowlane mocno wyhamowały. Zdążono wybudować tylko jedną, dwupasową jezdnię, jednak wszystkie obiekty inżynierskie zlokalizowane w ciągu drogi (wiadukty i węzły) zostały wcześniej zbudowane dla potrzeb dwóch jezdni. DW142 jest zatem przykładem drogi wojewódzkiej wysokiej klasy.
W pobliżu węzła Rzęśnica na DW142 zlokalizowano drogowy odcinek lotniskowy „Kliniska” o długości pasa startowego 2000 m.
Od kwietnia 2017 roku odcinek Rzęśnica – Łęczyca był zamknięty z powodu remontu, który miał się zakończyć w czerwcu 2018. Po remoncie droga posiada nawierzchnię asfaltową oraz jest zwężona.
10 czerwca 2020 roku po przebudowie oddano do użytku węzeł Rzęśnica, w formie trąbki. Głównym ciągiem drogowym na węźle jest wspólny przebieg tras nr 3 i 6.

### Historia numeracji
Brak danych o numeracji arterii w latach od 1945 do 1986 – na ówcześnie wydawanych mapach i atlasach drogowych trasę oznaczano jako drogę drugorzędną lub drogę lokalną. Obecny numer obowiązuje od 14 lutego 1986 roku, ustanowiony na mocy uchwały z 2 grudnia 1985 roku, zaś w latach 1986–1998 posiadała kategorię drogi krajowej.

## Dopuszczalny nacisk na oś
Od 13 marca 2021 roku na drodze dozwolony jest ruch pojazdów o nacisku pojedynczej osi napędowej do 11,5 tony z wyjątkiem określonych miejsc oznaczonych znakiem zakazu B-19.

### Do 13 marca 2021 r.
Dawniej na całym odcinku drogi dopuszczalny był ruch pojazdów o nacisku osi pojedynczej do 10 ton, po 2005 roku obniżono do 8 ton.

## Miejscowości na trasie
- Szczecin
- Strumiany
- Łęczyca
- Bobrowniki
- Lisowo

## Wpływ na kulturę masową
- W 1995 r. odbyła się premiera filmu Młode wilki J. Żamojdy. Znajdują się tam sceny filmowane na odcinku Berlinki, który obecnie jest drogą wojewódzką 142. Te same plenery zostały użyte w prequelu tego filmu, zatytułowanym Młode wilki 1/2[17].